# Kanker (district)
Kanker of Noord-Bastar is een district van de Indiase staat Chhattisgarh. Het district telt 651.333 inwoners (2001) en heeft een oppervlakte van 6513 km².
Jaren geleden werd verteld dat er in de Gadhiya Mountain een koning leefde. Hij had twee dochters genaamd "Sonai" en "Rupai". Beiden speelden bij het meer nabij het heuvelachtig gebied. Plotseling vielen ze allebei in het meer; dat meer werd later "Sonai Rupai Talab" genoemd. Er wordt gezegd dat het water van dat meer nooit opdroogt en er zijn twee vissen op zeer diep in dat meer. Een vis is van goud en een andere is van zilver. Beide vissen leven nog. Zoveel mensen van Kanker beweren dat ze beide vissen gezien hebben. Op de berg zijn er twee rotsen achter de belangrijke "Sheetla Tempel" en de deur tussen de bergen is zo dun dat alleen dunne mensen erdoorheen kunnen gaan, maar na het binnengaan is er een grote hal waarin ongeveer 300 mensen kunnen zitten. Mensen zeggen dat de koning er met zijn soldaten is verbleven tijdens een oorlog.

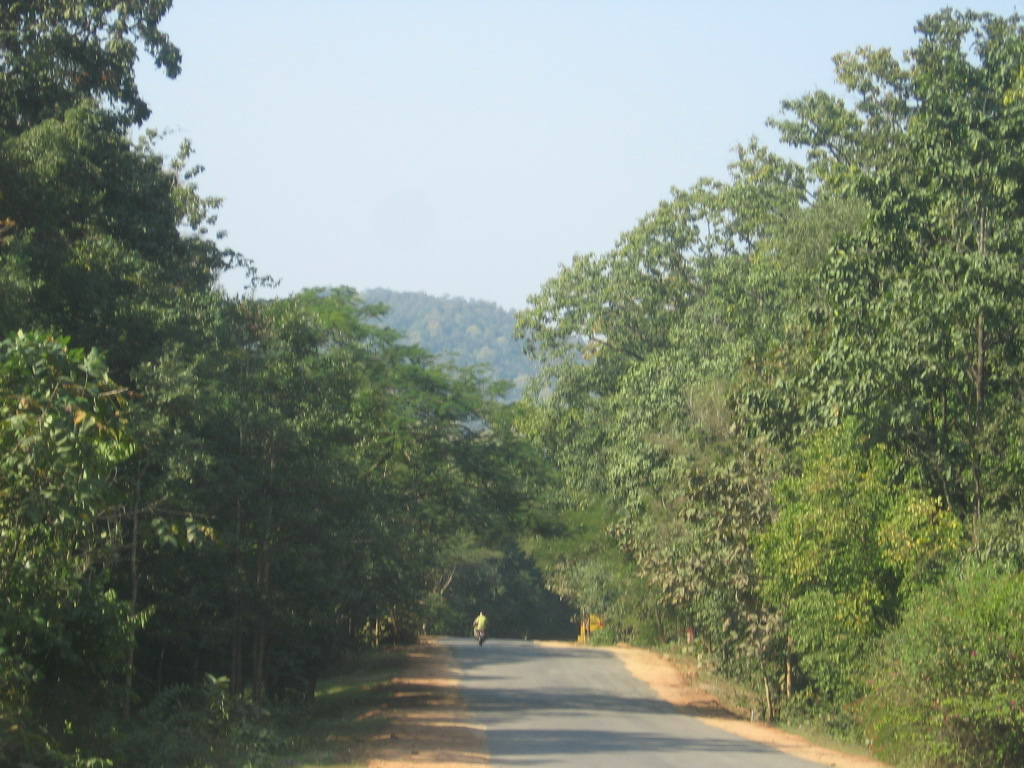
Nationale weg 43 tussen Keskal en Kanker
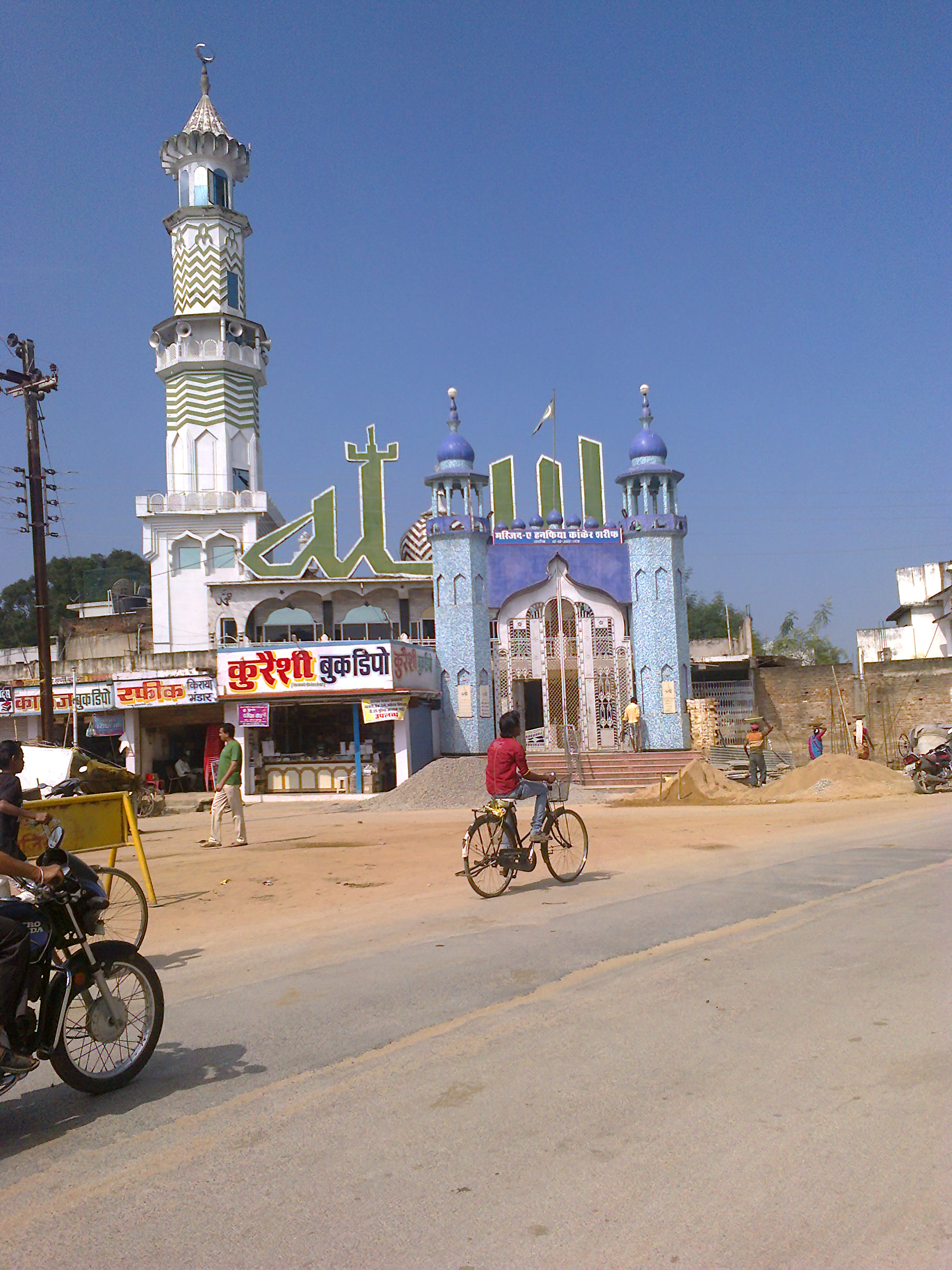
Moskee in Kanker

Balod · Baloda Bazar · Balrampur · Bastar · Bemetara · Bijapur · Bilaspur · Dantewada · Dhamtari · Durg · Gariaband · Gaurela-Pendra-Marwahi · Janjgir-Champa · Jashpur · Kabirdham · Kanker · Kondagaon · Korba · Koriya · Mahasamund · Mungeli · Narayanpur · Raigarh · Raipur · Rajnandgaon · Sukma · Surajpur · Surguja